# Los Güeros Films
Los Güeros Films es una casa productora de cine mexicana fundada por los actores Luis Ernesto Franco y Luis Arrieta junto a sus socios, Javier Colinas y Max Blásquez.

## Historia
En el 2008, los actores Luis Ernesto Franco y Luis Arrieta, unieron fuerzas con sus socios, Javier Colinas y Max Blásquez, para dar vida a un sueño compartido: Los Güeros Films. Desafiando las convenciones y abriendo nuevos caminos, este equipo se propuso contar sus propias historias sin esperar a que alguien más les diera la oportunidad.
Sin embargo, en el año 2023, los Güeros tomaron la decisión de emprender caminos separados. Así nació Los Weros Films, fundada por el dúo creativo de Luis Ernesto Franco y Max Blásquez.
Desde su creación, Los Weros Films han explorado diversos géneros cinematográficos, desafiando las fronteras del cine comercial. Su enfoque ha dado lugar a oportunidades para jóvenes talentos, quienes han contribuido a la creación de distintos proyectos próximos a estrenarse; como la irreverente comedia "El Último Paloseco”, el inspirador documental "Latin American Dream”, y sin olvidar al conmovedor drama de “Todavía Conmigo”, estrenado en la edición número 31 del San Diego Latino Film Festival.  
¡Bienvenido al fascinante universo de Los Weros Films, donde cada película es una ventana a un mundo lleno de emociones y experiencias. 

## Producciones
- El testamento de la Abuela - 2020
- La Boda de la Abuela - 2019
- Lo Que Podríamos Ser - 2017
- El Cumple de la Abuela - 2016
- Cuatro Lunas - 2015 (Coproducción)
- Detrás del Poder - 2013
- Bajo Tortura - 2013
- Los Inadaptados - 2011